# Laguna Tilicura
La laguna Tilicura o laguna Los Coipos es un cuerpo de agua ubicado en la zona costera de la Región del Maule.

## Ubicación y descripción
La laguna con una superficie de 30 hectáreas (0,30 km²) se encuentra al norte del pueblo de Vichuquén, en las cercanías del lago Vichuquén y de la laguna Torca. Esta rodeada de extensos  humedales y una cordón de juncales, de tal manera que aparece solo como el espejo visible de un cuerpo de agua bastante más extenso. 
A su alrededor existen plantaciones forestales, que solo terminan en las partes más alejadas del humedal para dar paso a un entorno mixto de suelos agrícolas y praderas.
Esta unido al lago Vichuquén por canales que no tienen movimiento, por lo menos visualmente.
Almacena aproximadamente 0,5 Hm de agua.: 177 

## Historia
Francisco Solano Asta-Buruaga y Cienfuegos escribió en 1899 en su obra póstuma Diccionario Geográfico de la República de Chile sobre el lago:
Tilicura.-—Laguna pintoresca que se halla á la parte occidental y cercana á la costa del departamento de Vichuquén, distante unos seis kilómetros al N. de la villa también de Vichuquén; queda vecina al E. del lago del mismo nombre. Es irregular en el movimiento ó dirección de sus orillas, y tendrá diez á doce kilómetros de circuito. Recibe de las sierras del SE. una corta corriente de agua llamada del Patacón. Su fondo no excede de cuatro á cinco metros. Contigua á su extremo oriental hay un fundo de su título, el cual significa piedra del trile, de cura , piedra, y thili, un tordo pequeño con plumas de un vivo amarillo en la axila del ala (Xanthornus, ó Turdus Thilius de Molina).